# Andreas Fischer
Andreas Fischer est un prédicateur anabaptiste sabbatiste dont l'action s'est étendue dans toute l'Europe germanophone et en Slovaquie, de 1525 à 1540.

## Biographie
Il est né vers 1480, en Autriche, au sud de l'Allemagne ou à Kremnica (en allemand Kremnitz), en Slovaquie. Quoi qu'il en soit il était de langue allemande. Il fut martyrisé par noyade. 
On sait qu'il était assistant du pasteur luthérien de Prešov, en Slovaquie, en 1523. Il serait devenu anabaptiste à Linz, en Autriche, vers 1525. La haute Autriche était alors le champ d'activité apostolique du prédicateur anabaptiste Hans Hut. 
Le mouvement anabaptiste était à l'époque divisé en une multitude de courants divers, pacifistes ou militaristes, communautaires ou partisans de la propriété privée, bibliques ou spiritualistes. Andreas Fischer embrassa pour sa part des vues strictement bibliques, non-violentes et en faveur de la propriété privée sans superflu. 
Au début de l'année 1528, il arriva à Liegnitz, en Silésie (aujourd'hui Legnica, en Pologne), où, avec Oswald Glaidt, il prit la direction de la communauté anabaptiste et prêcha le Sabbatisme (l'observance du repos religieux non pas le dimanche, mais du vendredi soir au samedi soir, selon une interprétation littérale du quatrième Commandement). 
Andreas Fischer et Oswald Glaidt quittèrent tous deux Liegnitz dès le début de l'année 1529, le réformateur Caspar Schwenckfeld (à ne pas confondre avec le médecin du même nom, 1563-1609), protecteur des Anabaptistes, ayant lui-même été contraint de quitter la ville. Liegnitz est considérée comme le berceau de l'Anabaptisme sabbatiste (auquel succédèrent les Églises baptistes du Septième Jour), bien qu'il soit probable que des communautés du même type aient existé plus tôt, et que le Sabbatisme silésien n'ait pas survécu à l'exode de 1529.
En 1528 une polémique sur le Sabbat éclata en Silésie à la suite de la publication par Oswald Glaidt de Vom Sabbat, une apologie du Sabbatisme. Fisher y prit part en écrivant Scepastes Decalogi, où il reprend, défend et développe les arguments de Glaidt. Fischer, comme Glaidt, affichait un biblisme scrupuleux et un vif désir de restituer la doctrine chrétienne originelle, démarche impliquant le rejet des doctrines jugées contraires à l'Écriture et instaurées par le pape Victor et par l'empereur Constantin, et un retour aux racines juives du christianisme.
Andreas Fischer s'est marié en 1528 avec une prédicatrice dont on ignore le nom. "Frau Fischer" fut martyrisée par noyade en mai 1529. Son mari échappa alors providentiellement à la pendaison. Il se remaria le mois suivant (selon la coutume de l'époque). Il eut au moins une fille, Änndl.
Andreas Fischer et sa seconde épouse se réfugièrent en Moravie. Fischer continua de prêcher le Christianisme selon ses convictions anabaptistes, sabbatistes et pacifistes jusqu'à son martyre, en 1540. Les Églises baptistes du Septième Jour le considèrent généralement comme le fondateur de leur mouvement. D'autres groupes chrétiens font référence à Andreas Fischer comme étant l’un de leur prédécesseur dans la foi, notamment l’Église adventiste du septième jour, l’Église de Dieu (Septième Jour) et certaines assemblées mennonites sabbatistes aux États-Unis. L'Église Baptiste du Septième Jour de Londres, dite Église Mill Yard (qui se trouve être la plus vieille Église Baptiste du monde toujours en activité), est attestée dès 1617, et fut sans doute fondée par des réfugiés anabaptistes sabbatistes hollandais. Ainsi, les Anabaptistes sabbatistes sont peut-être le « chaînon manquant » entre les Anabaptistes et les Baptistes, dont la parenté historique est souvent contestée.